# Chaetodontoplus melanosoma

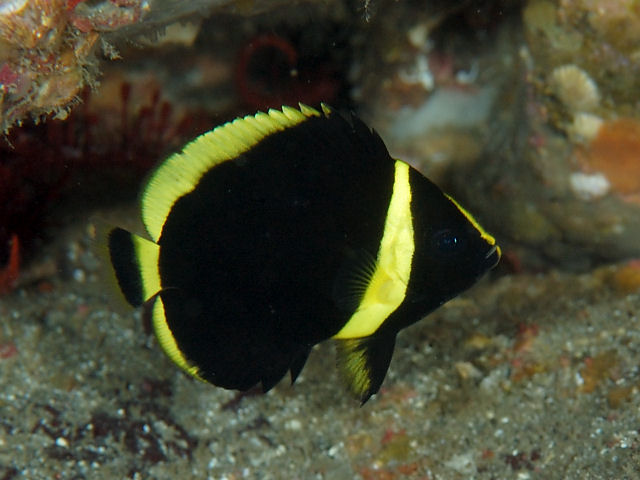
Ejemplar juvenil en Izu, Japón.

Chaetodontoplus melanosoma es una especie de "pez ángel" de la familia Pomacanthidae.
Su nombre común en inglés es Black-velvet angelfish, o pez ángel terciopelo negro. Es una especie generalmente no común y con poblaciones estables en su rango de distribución, en Indonesia, Malasia y Filipinas.

## Morfología
Posee la morfología típica de su familia, cuerpo comprimido lateralmente y ovalado, de perfil rectangular con las aletas extendidas. La boca es pequeña, protráctil y situada en la parte inferior de la cabeza. 
Tiene 13 espinas y 17 a 19 radios blandos dorsales; 3 espinas y 17 a 18 radios blandos anales.
Su coloración base de la cabeza y la mitad dorsal del cuerpo es gris claro, con el vientre en negro. Frente amarilla, con un patrón laberíntico de rayas azules. Las aletas dorsal, anal y caudal son negras, con una fina línea amarilla en el margen exterior. Los juveniles son negros, con una banda ancha amarilla vertical desde el inicio de la aleta dorsal hasta las aletas pélvicas; su aleta dorsal, la parte anterior de la caudal y la posterior de la anal también son amarillas. Los ejemplares juveniles son casi idénticos a los de otras especies del género, lo que provoca frecuentes errores en identificaciones.
Alcanza los 20 cm de largo.

## Hábitat y distribución
Asociado a arrecifes, es una especie no migratoria. Habita áreas de arrecifes costeros y simas expuestas a fuertes corrientes de las mareas. Normalmente ocurren solitarios o en parejas.
Su rango de profundidad está entre 5 y 30 m.
Se distribuye en el océano Índico y el Pacífico oeste, siendo especie nativa de Filipinas, Indonesia y Malasia, para la UICN, aunque otras fuentes extienden su distribución a las islas de Andamán, India, Taiwán, Vietnam, Nueva Guinea y sur de Japón.

## Alimentación
Es un omnívoro, predador de esponjas, ascidias y algas bénticas.

## Reproducción
Son ovíparos y de fertilización externa. 